# WCW Monday Nitro
Monday Nitro war eine wöchentliche Show der Wrestlingpromotion World Championship Wrestling. Sie wurde vom 4. September 1995 bis zum 26. März 2001 jeden Montagabend zur Prime Time auf TNT ausgestrahlt.

## Geschichte

### Erste Episode
Die erste Episode von Nitro kam aus Minneapolis, Minnesota und wurde in der Mall of America aufgezeichnet. Das Highlight dieser Episode war, dass der kurz vorher noch bei World Wrestling Entertainment arbeitende Lex Luger einen Vertrag mit World Championship Wrestling unterschrieb und auch eben bei dieser ersten Episode auftrat.

### Ratings
Mitte 1996 überholte Nitro das Flaggschiff RAW von der WWF erstmals und schlug diese auch weitere 83 Wochen in den Einschaltquoten. Dies änderte sich erst im April 1998 wieder, als die WWF die „Attitude Ära“ einführte und mit der Fehde zwischen Vince McMahon und Stone Cold Steve Austin die Quoten wieder dominierte.

### In Deutschland
In Deutschland wurde Nitro, ein paar Wochen nach der Ausstrahlung in den USA, größtenteils am Samstag im Deutschen Sportfernsehen, heute Sport1, ausgestrahlt. Durch den Quoteneinbruch im Wrestling verlagerten die DSF-Verantwortlichen zwischen 1997 und 1998 fast jede Wrestlingshow auf den damaligen DSF-Action-Kanal von DF1. Für kurze Zeit wurde ab 2001 im DSF "Nitro Classics" ausgestrahlt, ein Zusammenschnitt aus Matches vergangener Nitro-Sendungen.

### Letzte Episode
Am 26. März 2001 fand in Panama City Beach, Florida die letzte Nitro-Ausgabe statt und stand unter dem Titel „The Night of Champions“. Am Anfang der Episode sah man Vince McMahon auf einem Bildschirm, wo er erklärte, dass die WWF den „Monday Night War“ gewonnen habe und er die WCW übernehmen werde. Am Ende der Episode wurden WWF RAW is War und WCW Monday Nitro zusammen geschaltet, als der im Ring stehende McMahon plötzlich von seinem Sohn Shane McMahon unterbrochen wurde. Ebendieser Shane McMahon, der in Panama City Beach war, erklärte seinem Vater, dass er WCW gekauft habe und nicht sein Vater. Hieraus kristallisierte sich die damalige „Invasion“-Storyline.
Das letzte Match von WCW Monday Nitro bestritten die beiden Rivalen Sting und Ric Flair.